# Montgilbert
Pour les articles homonymes, voir Montgilbert (homonymie).
Montgilbert est une commune française située dans le département de la Savoie, en région Auvergne-Rhône-Alpes.
La commune est adossée à la chaîne de Belledonne à l'entrée de la vallée de la Maurienne. Ses habitants sont appelés les Montgilbertins. 

## Géographie
La commune est adossée à la chaîne de Belledonne, face au massif du Grand Arc. Elle se trouve en Maurienne, dans le département de la Savoie. Elle fait partie de la Communauté de communes Porte de Maurienne. Elle  appartient à l'arrondissement de Saint-Jean-de-Maurienne et au canton de Saint-Pierre-d'Albigny.
Les villages proches de Montgilbert sont Aiguebelle, Aiton, Bonvillaret, et Randens.
Elle est composée de 22 hameaux. Toutes les routes qui les desservent forment une boucle.

### Climat
Pour des articles plus généraux, voir Climat d'Auvergne-Rhône-Alpes et Climat de la Savoie.
En 2010, le climat de la commune est de type climat de montagne, selon une étude du Centre national de la recherche scientifique s'appuyant sur une série de données couvrant la période 1971-2000. En 2020, Météo-France publie une typologie des climats de la France métropolitaine dans laquelle la commune est exposée à un climat de montagne ou de marges de montagne et est dans la région climatique Alpes du nord, caractérisée par une pluviométrie annuelle de 1 200 à 1 500 mm, irrégulièrement répartie en été.
Pour la période 1971-2000, la température annuelle moyenne est de 10,8 °C, avec une amplitude thermique annuelle de 19,1 °C. Le cumul annuel moyen de précipitations est de 1 344 mm, avec 9,8 jours de précipitations en janvier et 8,8 jours en juillet. Pour la période 1991-2020, la température moyenne annuelle observée sur la station météorologique de Météo-France la plus proche, « Saint-Alban des Hurtières », sur la commune de Saint-Alban-d'Hurtières à 7 km à vol d'oiseau, est de 11,0 °C et le cumul annuel moyen de précipitations est de 1 274,5 mm,. Pour l'avenir, les paramètres climatiques de la commune estimés pour 2050 selon différents scénarios d'émission de gaz à effet de serre sont consultables sur un site dédié publié par Météo-France en novembre 2022.

## Urbanisme

### Typologie
Au 1er janvier 2024, Montgilbert est catégorisée commune rurale à habitat dispersé, selon la nouvelle grille communale de densité à sept niveaux définie par l'Insee en 2022.
Elle est située hors unité urbaine et hors attraction des villes,.

### Occupation des sols
L'occupation des sols de la commune, telle qu'elle ressort de la base de données européenne d’occupation biophysique des sols Corine Land Cover (CLC), est marquée par l'importance des forêts et milieux semi-naturels (87,7 % en 2018), une proportion identique à celle de 1990 (87,7 %). La répartition détaillée en 2018 est la suivante : 
forêts (87,7 %), zones agricoles hétérogènes (9,5 %), prairies (2,8 %).
L'IGN met par ailleurs à disposition un outil en ligne permettant de comparer l’évolution dans le temps de l’occupation des sols de la commune (ou de territoires à des échelles différentes). Plusieurs époques sont accessibles sous forme de cartes ou photos aériennes : la carte de Cassini (XVIIIe siècle), la carte d'état-major (1820-1866) et la période actuelle (1950 à aujourd'hui).

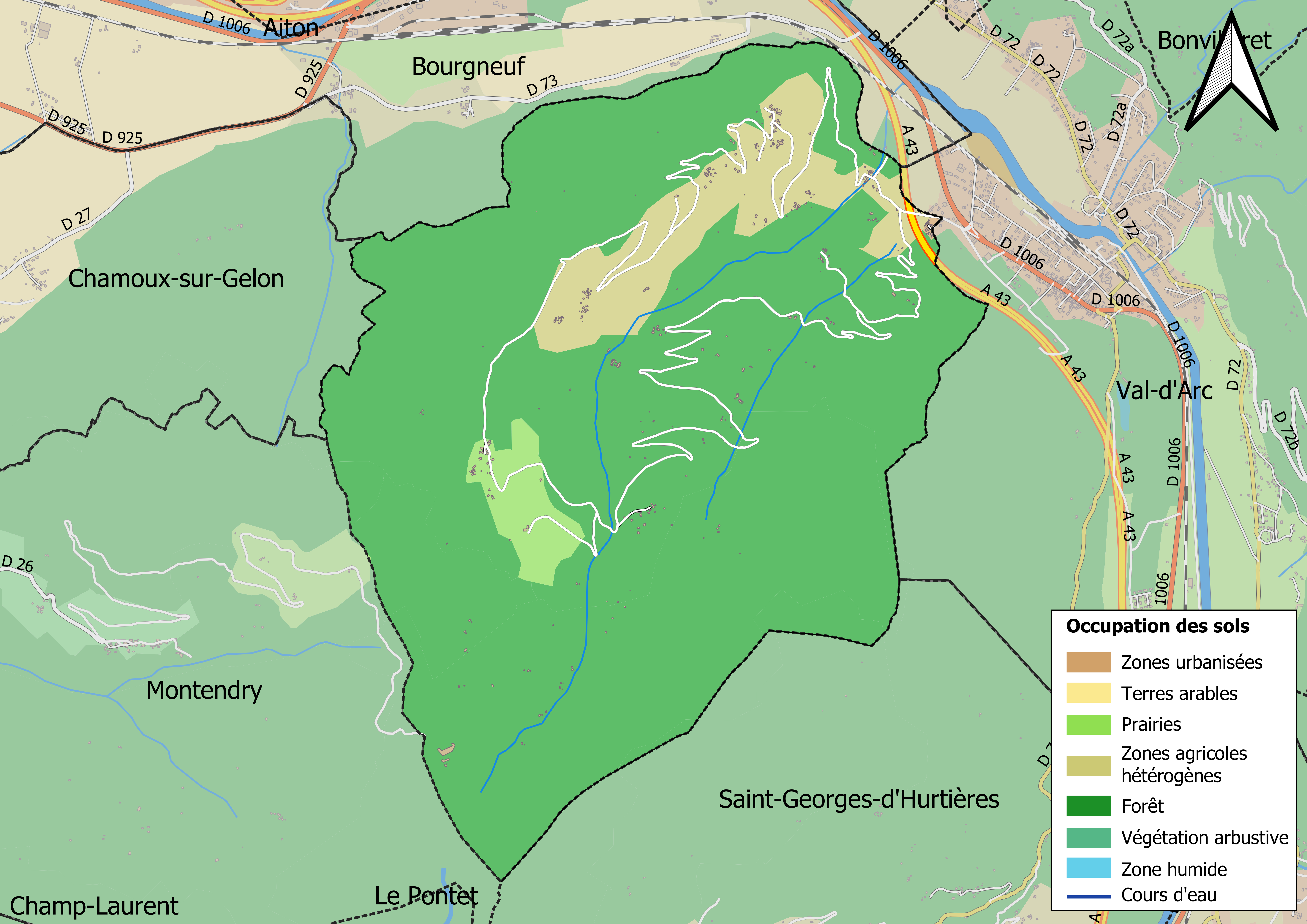
Carte des infrastructures et de l'occupation des sols en 2018 (CLC) de la commune.
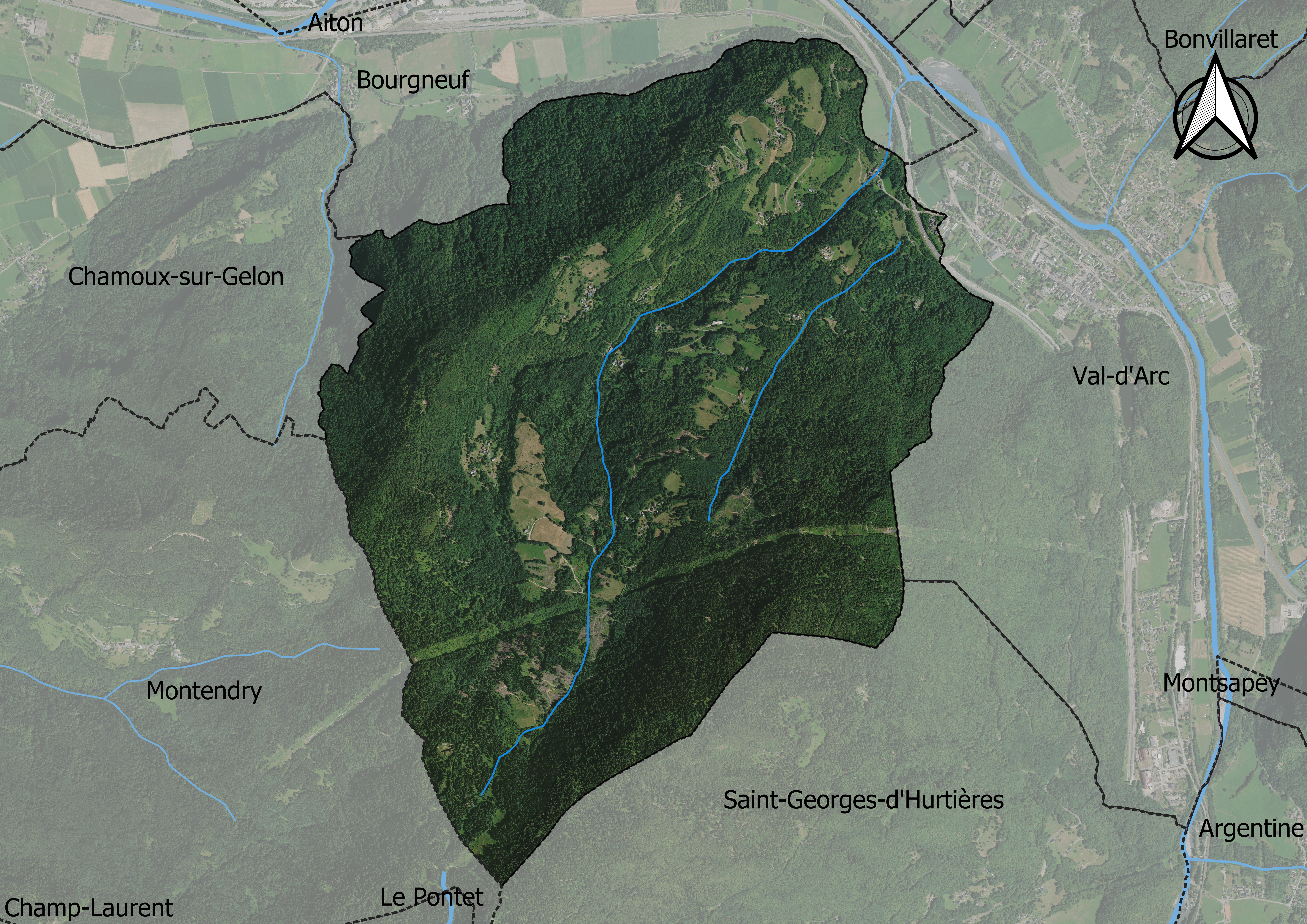
Carte orthophotogrammétrique de la commune.

## Toponymie
En francoprovençal, le nom de la commune s'écrit Monzhereû, selon la graphie de Conflans.

## Histoire
Fort de Montgilbert

## Politique et administration
| Période                                  | Période  | Identité       | Étiquette | Qualité |
| ---------------------------------------- | -------- | -------------- | --------- | ------- |
| mars 2001                                | En cours | Jean-Paul Buet | ...       | ...     |
| Les données manquantes sont à compléter. |          |                |           |         |

## Démographie
L'évolution du nombre d'habitants est connue à travers les recensements de la population effectués dans la commune depuis 1793. Pour les communes de moins de 10 000 habitants, une enquête de recensement portant sur toute la population est réalisée tous les cinq ans, les populations de référence des années intermédiaires étant quant à elles estimées par interpolation ou extrapolation. Pour la commune, le premier recensement exhaustif entrant dans le cadre du nouveau dispositif a été réalisé en 2007.

En 2022, la commune comptait 115 habitants, en évolution de −5,74 % par rapport à 2016 (Savoie : +3,63 %, France hors Mayotte : +2,11 %).
| 1793 | 1800 | 1806 | 1822 | 1838 | 1848 | 1858 | 1861 | 1866 |
| ---- | ---- | ---- | ---- | ---- | ---- | ---- | ---- | ---- |
| 518  | 517  | 515  | 544  | 611  | 725  | 736  | 716  | 711  |

| 1872 | 1876 | 1881 | 1886 | 1891 | 1896 | 1901 | 1906 | 1911 |
| ---- | ---- | ---- | ---- | ---- | ---- | ---- | ---- | ---- |
| 689  | 681  | 681  | 659  | 611  | 597  | 574  | 545  | 506  |

| 1921 | 1926 | 1931 | 1936 | 1946 | 1954 | 1962 | 1968 | 1975 |
| ---- | ---- | ---- | ---- | ---- | ---- | ---- | ---- | ---- |
| 364  | 331  | 282  | 266  | 271  | 233  | 179  | 152  | 100  |

| 1982 | 1990 | 1999 | 2006 | 2007 | 2012 | 2017 | 2022 | - |
| ---- | ---- | ---- | ---- | ---- | ---- | ---- | ---- | - |
| 96   | 88   | 74   | 109  | 114  | 124  | 123  | 115  | - |

## Culture locale et patrimoine

### Lieux et monuments

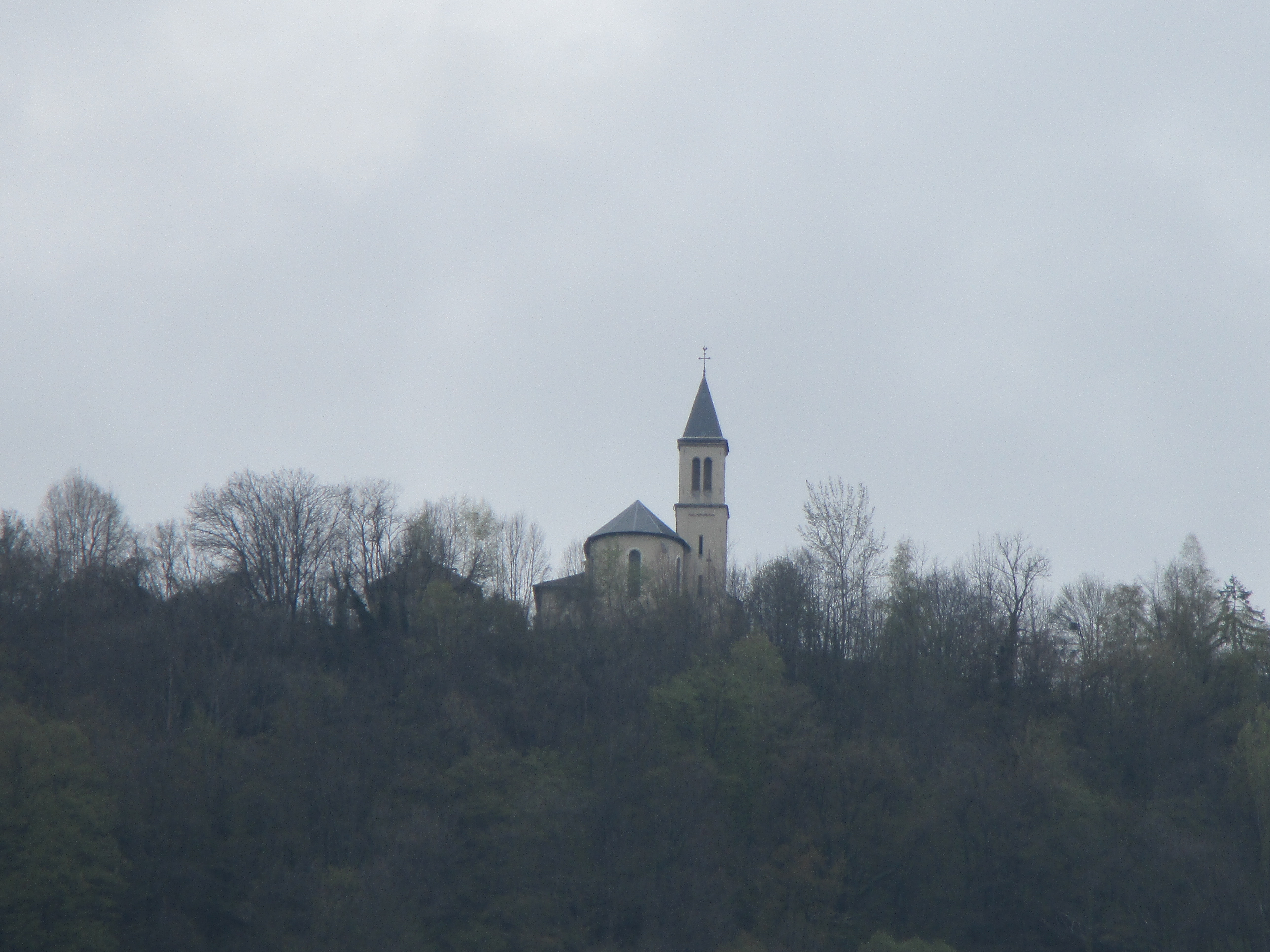
L'Eglise Saint-Pierre vue depuis Aiguebelle.

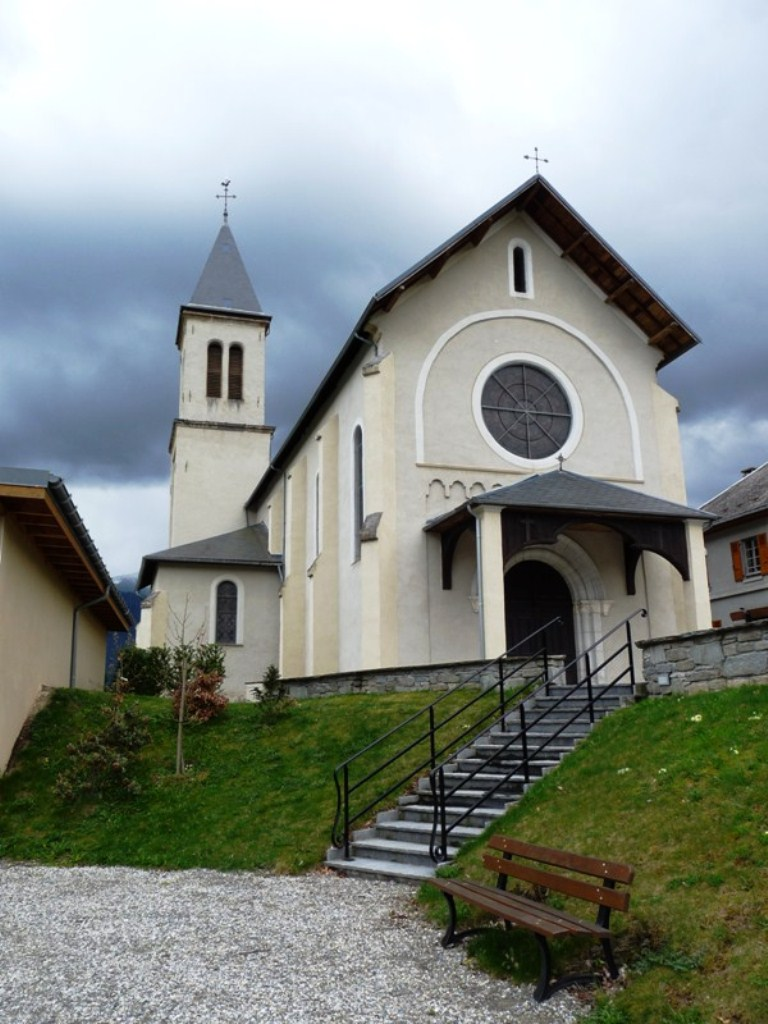
L'Eglise Saint-Pierre

La commune de Montgilbert compte deux édifices religieux : l'église Saint-Pierre, construite en 1865, rénovée en 1999 et en 2000 (trois de ses cloches sont classées monument historique) et la Chapelle Sainte-Marguerite, construite en 1629, restaurée en 1997.

### Personnalités liées à la commune
- Mgr Frédéric Duc (1883-1975), ancien évêque de Saint-Jean-de-Maurienne (1946-1954), est natif de Montgilbert.